# Essex Alliance Football League
Essex Alliance Football League là một giải bóng đá Anh dành cho các đội ở Essex và Đông Bắc Greater London. Giải có 3 hạng đấu (Premier, Divisions One và Two), trong đó Premier Division nằm ở Cấp độ 12 trong Hệ thống các giải bóng đá ở Anh. Các đội ở top 3 có thể lên chơi ở Essex Olympian Football League, bất kể có đủ điều kiện sân bãi và những thứ khác.

## Lịch sử
Giải được thành lập năm 2014 do sự hợp nhất của Ilford and District Football League và Essex Business Houses Football League, cùng có một mục đích chung là hỗ trợ và thúc đẩy bóng đá ở Essex và East London cùng với đó là thu hẹp khoảng cách với các đội bóng Bậc 7 trong khu vực.
Giải cho phép các đội bóng chơi trên sân ở Havering, Barking & Dagenham, Redbridge, Newham, Waltham Forest và Epping Forest mặc dù được mong đợi là sẽ mở rộng khi giải đấu ngày càng phát triển trong các mùa giải tiếp theo.
Giải đấu mới này hiện có 29 câu lạc bộ, nhiều đội trước đây nằm ở các giải chưa hợp nhất hoặc là các đội bóng mới để giúp cho giải đấu lấy lại sức sống sau nhiều năm giảm sút số lượng nghiêm trọng.

## Các câu lạc bộ mùa giải 2015–16
| Premier Division          | Division One       | Division Two                           |
| ------------------------- | ------------------ | -------------------------------------- |
| Blue Marlin               | Chingford Harriers | Chingford Athletic Dự bị               |
| Buckhurst Hill Dự bị      | Cowley             | Custom House                           |
| Chingford Athletic        | Flyers             | Inter Plaistow                         |
| Chingford Town            | Forest Green       | Leyton Green                           |
| Jolof Sports              | Glendale           | London All Peoples' Sports Association |
| London Falcons            | Grove United       | Newham Royals                          |
| May & Baker Eastbrook 'A' | Kitgum             | Northend                               |
| Melbourne Sports          | St. John's Deaf    | Singh Sabha Barking                    |
| Rainham Working Mens Club | Three Colts        | St. Francis Dự bị                      |
| St. Francis               | West Essex Dự bị   |                                        |

## Đội vô địch
| Mùa giải | Premier Division   | Division One | Division Two |
| -------- | ------------------ | ------------ | ------------ |
| 2014–15  | Chingford Athletic | Blue Marlin  | Grove United |